# 米子市立美保中学校
米子市立美保中学校（よなごしりつ みほちゅうがっこう）は、鳥取県米子市大篠津町にある公立中学校。文部科学省の学校コードはC131210000136、旧学校調査番号は313525で、教育開発出版の所属中学校コードは310017。2028年（令和10年）4月1日より周辺の3小学校と共に「仮・美保中学校区義務教育学校」に統合される予定である。

## 概要
米子市美保地区に位置する。1947年（昭和22年）の学校教育法施行に伴って開校した中学校である。
2028年（令和10年）度より、米子市立崎津小学校・米子市立大篠津小学校・米子市立和田小学校・米子市立美保中学校を統合し、崎津小学校の北部に義務教育学校を設置する予定となっている。これは大篠津小学校にて、2028年（令和10年）度から2年生と3年生の複式学級が発生すると見込まれるためである。統合校舎の建設候補地は、県道葭津和田町線、市道大崎東27号線、市道大崎東31号線、市道大崎東32号線に囲まれた45,000m2の農地（米子市大崎3255番地1外）で、米子市が現地調査等を進めている。また、小・中学校の機能の他に、米子市立崎津保育園・小鳩保育園の機能も設置候補地内に移転する予定である。

## 沿革
- 1947年（昭和22年）
  - 4月29日 - 和田・大篠津・崎津三ケ村組合立美保中学校として開校[1]。
  - 9月3日 - 現在地に移転[1]。
- 1954年（昭和29年）6月1日 - 和田・大篠津・崎津村が米子市へ編入されたのに伴い[6]、米子市立美保中学校へ改称される[1]。
- 2023年（令和5年）11月7日 - 美保中学校区義務教育学校開校準備委員会が設置される[9]。

## 施設

### 敷地
敷地の詳細は以下の通りである。
- 所在地：〒683-0101 鳥取県米子市大篠津町3657番地1
- 所有者：米子市
- 敷地面積：32,276m2
- 用途地域：市街化調整区域
- 取得価格：不明
- 備考：指定避難所及び指定緊急避難場所に指定[10]。島根原子力発電所から半径30kmに位置しており、UPZ（緊急防護措置を準備する区域）に指定されている[注 1][10]。

### 建物
2020年（令和2年）現在に存在する敷地内の建物は以下の通りである。
| 棟番号 | 棟名称     | 構造 | 階数 | 階数 | 延床面積 | 建築年 | 耐震情報 | 耐震情報   | 耐震情報 | 脚注     |
| 棟番号 | 棟名称     | 構造 | 地上 | 地下 | 延床面積 | 建築年 | 基準     | 基準       | Is値     | 脚注     |
| ------ | ---------- | ---- | ---- | ---- | -------- | ------ | -------- | ---------- | -------- | -------- |
| 13-1   | 管理教室棟 | RC造 | 3    | 0    | 1,541m2  | 1972年 | 旧基準   | 耐震補強済 | 不明     |          |
| 13-2   | 教室棟     | RC造 | 3    | 0    | 1,208m2  | 1973年 | 旧基準   | 耐震補強済 | 不明     |          |
| 14     | 屋内運動場 | RC造 | 1    | 0    | 1,040m2  | 1979年 | 旧基準   |            | 不明     | [ 注 2 ] |
| 18     | 特別教室棟 | RC造 | 3    | 0    | 557m2    | 1991年 | 新基準   | 新基準     | 不明     |          |
| 19     | 武道場     | S造  | 1    | 0    | 330m2    | 1992年 | 新基準   | 新基準     | 不明     | [ 注 3 ] |
| 不明   | 部室棟     | S造  | 2    | 0    | 381m2    | 1998年 | 新基準   | 新基準     | 不明     |          |

## 学校規模

### 現在
2023年（令和5年）4月1日現在の学校規模は以下の通りである。
| 生徒数       | 153名 | 1年生 | 63名  |
| 生徒数       | 153名 | 2年生 | 47名  |
| 生徒数       | 153名 | 3年生 | 43名  |
| 学級数       | 9学級 | 9学級 | 9学級 |
| 通学区域人口 | 不明  | 不明  | 不明  |
| 通学区域面積 | 不明  | 不明  | 不明  |

### 推移
各年度5月1日時点の全校生徒数と学級数は以下の通りである。
| 年度                   | 全校生徒数 | 新入生 | 学級数 | 脚注   |
| ---------------------- | ---------- | ------ | ------ | ------ |
| 2017年度（平成29年度） | 208名      | 56名   | 10学級 | [ 16 ] |
| 2018年度（平成30年度） | 177名      | 53名   | 8学級  | [ 17 ] |
| 2019年度（令和元年度） | 165名      | 57名   | 9学級  | [ 18 ] |
| 2020年度（令和2年度）  | 166名      | 54名   | 9学級  | [ 19 ] |
| 2021年度（令和3年度）  | 155名      | 43名   | 9学級  | [ 20 ] |
| 2022年度（令和4年度）  | 143名      | 47名   | 8学級  | [ 21 ] |
| 2023年度（令和5年度）  | 153名      | 63名   | 9学級  | [ 15 ] |

## 諸活動

### 部活動
- 野球部[22]
- サッカー部[23]
- 陸上部[24]
- バスケットボール部[25]
- バドミントン部[注 5][26]
- ソフトテニス部[27]
- 駅伝部[28]
- 吹奏楽部[29][30]
- 美術部[31]

## 通学区域
以下の町丁字とその範囲を通学区域として指定している。
- 大崎
- 富益町の一部
- 彦名町の一部
- 葭津
- 和田町
- 大篠津町

## 通学区域内施設
- 美保学園
- アジア博物館・井上靖記念館
- 美保飛行場（米子鬼太郎空港）
- 美保体育館

## 小学校区
- 米子市立大篠津小学校
- 米子市立崎津小学校
- 米子市立和田小学校

## 隣接中学校区
- 米子市立弓ヶ浜中学校
- 境港市立中浜中学校

## 著名な出身者
- 安田矩明（元陸上選手） - 棒高跳びローマ五輪代表[33]
- 米田哲也（元プロ野球選手） - 元阪急
- 角盈男（元プロ野球選手、野球解説者、タレント） - 元巨人[34]

## アクセス
- 西日本旅客鉄道境線大篠津町駅より600m[10]